# Maytenus sp. nov. A
Maytenus sp. nov. A là một loài thực vật thuộc họ Celastraceae. Đây là loài đặc hữu của Yemen. Môi trường sống tự nhiên của chúng là rừng khô nhiệt đới hoặc cận nhiệt đới and vùng nhiều đá.